# Riyad Mahrez
Riyad Karim Mahrez (Sarcelles, 21 februari 1991) is een Algerijns-Frans profvoetballer die doorgaans als vleugelspeler speelt. Hij tekende in juli 2023 een contract bij Al Ahli in Saoedi-Arabië, wat hem voor 35 miljoen euro overnam van Manchester City. Mahrez debuteerde in 2014 in het Algerijns voetbalelftal.

## Clubcarrière
Mahrez speelde in de jeugd voor AAS Sarcelles. In 2009 trok hij naar Quimper Cornouaille. Een jaar later tekende hij bij Le Havre. Paris Saint-Germain en Marseille hadden ook interesse, maar Mahrez kiest voor Le Havre, omdat hij weet dat het een goede opleidingsclub is. Hij begon bij Le Havre in het tweede elftal, maar werkte zich op, waardoor hij in de Ligue 2 mocht debuteren. Na zestig wedstrijden voor Le Havre werd hij in januari 2014 voor € 500.000 verkocht aan Leicester City, waar hij een contract tekende tot 2017. Op 25 januari 2014 debuteerde hij voor The Foxes in de Football League Championship tegen Middlesbrough. Met Leicester won Mahrez in het seizoen 2013/14 de Football League Championship. Op 24 april 2016 kreeg Mahrez de PFA Player Of The Year Award uitgereikt, een prijs voor de beste speler van het seizoen 2015/16 in de Premier League. Hij won in mei 2016 met Leicester City de Premier League. Het was het eerste landskampioenschap in het bestaan van de club. Mahrez verlengde in augustus 2016 zijn contract bij Leicester City tot medio 2020. Mahrez tekende in juli 2018 een contract tot medio 2023 bij Manchester City, dat 68 miljoen euro voor hem betaalde aan Leicester City. Hij leek in januari 2018 al op weg naar de ploeg van manager Pep Guardiola, maar de clubs wisten toen niet tot een akkoord te komen. In juli 2023 maakt Mahrez de overstap naar Al-Ahli.

## Clubstatistieken
| Seizoen         | Club                | Competitie      | Competitie | Competitie | Beker | Beker | League Cup | League Cup | Europa | Europa | Totaal | Totaal |
| Seizoen         | Club                | Competitie      | Wed.       | Dlp.       | Wed.  | Dlp.  | Wed.       | Dlp.       | Wed.   | Dlp.   | Wed.   | Dlp.   |
| --------------- | ------------------- | --------------- | ---------- | ---------- | ----- | ----- | ---------- | ---------- | ------ | ------ | ------ | ------ |
| 2009/10         | Quimper Cornouaille | CFA2            | 27         | 1          | 0     | 0     | 0          | 0          | 0      | 0      | 27     | 1      |
| 2010/11         | Le Havre II         | CFA             | 32         | 13         | 0     | 0     | 0          | 0          | 0      | 0      | 32     | 13     |
| 2011/12         | Le Havre II         | CFA             | 25         | 11         | 0     | 0     | 0          | 0          | 0      | 0      | 25     | 11     |
| 2011/12         | Le Havre            | Ligue 2         | 9          | 0          | 0     | 0     | 0          | 0          | 0      | 0      | 9      | 0      |
| 2012/13         | Le Havre            | Ligue 2         | 34         | 4          | 4     | 1     | 1          | 0          | 0      | 0      | 39     | 5      |
| 2013/14         | Le Havre            | Ligue 2         | 17         | 2          | 0     | 0     | 2          | 3          | 0      | 0      | 19     | 5      |
| 2013/14         | Leicester City      | Championship    | 19         | 3          | 0     | 0     | 0          | 0          | 0      | 0      | 19     | 3      |
| 2014/15         | Leicester City      | Premier League  | 30         | 4          | 1     | 0     | 1          | 0          | 0      | 0      | 32     | 4      |
| 2015/16         | Leicester City      | Premier League  | 37         | 17         | 0     | 0     | 2          | 1          | 0      | 0      | 39     | 18     |
| 2016/17         | Leicester City      | Premier League  | 36         | 6          | 2     | 0     | 0          | 0          | 9      | 4      | 47     | 10     |
| 2017/18         | Leicester City      | Premier League  | 36         | 12         | 3     | 0     | 2          | 1          | 0      | 0      | 41     | 13     |
| 2018/19         | Manchester City     | Premier League  | 27         | 7          | 5     | 2     | 5          | 2          | 6      | 1      | 43     | 12     |
| 2019/20         | Manchester City     | Premier League  | 33         | 11         | 5     | 0     | 5          | 1          | 7      | 1      | 50     | 13     |
| 2020/21         | Manchester City     | Premier League  | 24         | 9          | 4     | 0     | 4          | 1          | 8      | 0      | 40     | 10     |
| Carrière totaal | Carrière totaal     | Carrière totaal | 386        | 100        | 24    | 3     | 22         | 9          | 30     | 6      | 462    | 118    |

## Interlandcarrière
Mahrez maakte op 31 mei 2014 zijn debuut in het Algerijns voetbalelftal, in een oefeninterland tegen Armenië. Hij speelde 71 minuten, waarna hij vervangen werd door Abdelmoumene Djabou. Bondscoach Vahid Halilhodžić nam hem op 2 juni 2014 op in de selectie voor het WK 2014 in Brazilië, zijn eerste eindtoernooi. Hij speelde hierop alleen mee in het verloren groepsduel tegen België (2–1). Mahrez maakte op 15 oktober 2017 zijn eerste interlanddoelpunt. Hij schoot Algerije toen naar 2–0 in een met 3–0 gewonnen kwalificatiewedstrijd voor het Afrikaans kampioenschap 2015 tegen Malawi. Hij nam in januari 2015 ook met Algerije deel aan dit toernooi, in Equatoriaal-Guinea. In de laatste groepswedstrijd, op 27 januari, maakte hij tegen Senegal het eerste van twee doelpunten (0–2 winst). Hij maakte twee jaar later ook deel uit van de Algerijnse ploeg op het Afrikaans kampioenschap 2017. Mahrez  won met Algerije het Afrikaans kampioenschap 2019. Hierop speelde hij alle wedstrijden en scoorde hij in de groepswedstrijd tegen Kenia, in de achtste finale tegen Guinee en in de halve finale tegen Nigeria. Zijn treffer tegen Nigeria was daarbij ook het winnende doelpunt in die wedstrijd (2–1). Daarnaast werd dat doelpunt ook verkozen tot beste doelpunt van het toernooi.

## Erelijst
Leicester City
- Premier League: 2015/16
- Football League Championship: 2013/14

 Manchester City
- UEFA Champions League: 2022/23
- Premier League: 2018/19, 2020/21, 2021/22, 2022/23
- FA Cup: 2018/19, 2022/23
- EFL Cup: 2018/19, 2019/20, 2020/21
- FA Community Shield: 2018, 2019

 Al-Ahli
- AFC Champions League Elite: 2024/25

 Algerije
- CAF Africa Cup of Nations: 2019

Individueel
- CAF Afrikaans voetballer van het jaar: 2016
- BBC Afrikaans voetballer van het jaar: 2016
- Algerijns voetballer van het jaar: 2015, 2016
- PFA Team van het jaar: Premier League 2015/16
- PFA Players' Speler van het jaar: 2015/16
- PFA Fans' Speler van het jaar: 2016
- PFA Team van het jaar: Premier League 2015/16
- Leicester City Player of the Year: 2015/16
- El Heddaf Arabisch voetballer van het jaar: 2016
- Lion d'Or Afrikaans voetballer van het jaar: 2016
- CAF Team van het jaar: 2016, 2018, 2019, 2020
- CAF Africa Cup of Nations Team van het toernooi: 2019
- Afrikaans doelpunt van het jaar: 2019
- IFFHS CAF Mannelijk team van het jaar: 2020
- IFFHS CAF Mannelijk team van het decennium 2011–2020
- Manchester City Speler van de maand: oktober 2018, september 2019, december 2019, februari 2021
- PFA Fans' Speler van de maand: maart 2021
- Alan Hardaker Trophy: 2021